# Kooperationssampling
Kooperationssampling bedeutet, Produktproben (sogenannte „Samples“) zur Verkaufsförderung durch Kooperationspartner (statt durch Promoter) verteilen zu lassen.  Mögliche praktische Einsatzorte sind dabei am Schalter von Autovermietungen, an der Essensausgabe großer Unternehmenskantinen, am Eingang von Hallen- und Erlebnisbädern, am Tresen von Bäckereien, auf den Zimmern von Wellness- und Familienhotels und auf Messen. Kooperationssampling ist vom Grundgedanken, die beste Werbung sei, das Produkt zu erfahren, getragen und kann eingesetzt werden, um Lagerware befristeter Haltbarkeit aufzubrauchen. Es ist billiger als die Verteilung der Produktproben durch Promoter.